# 硝水母科
硝水母科（学名：[Mastigiidae] 错误：{{Lang}}：文本有斜体标记（帮助））為根口水母目的一科动物。

## 属
- 硝水母属 Mastigias
- Mastigietta
- Phyllorhiza
- Versuriga：可能属于Versurigidae科。